# Rhapsody in Rock

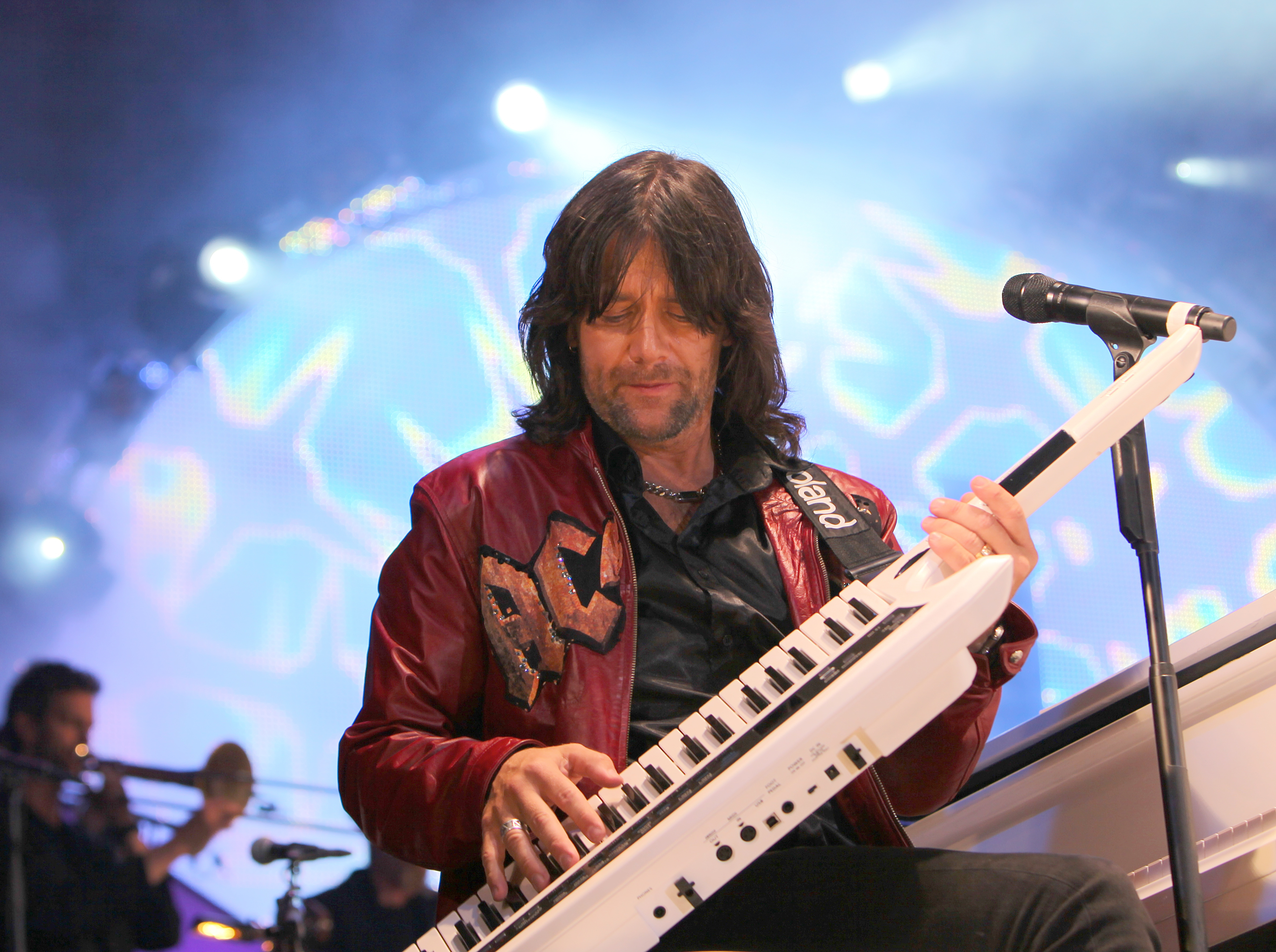
Robert Wells i Rhapsody in Rock på Skansen 2009.

Rhapsody in Rock är ett konsertturnékoncept där av Robert Wells uppträtt med gäster 1989-2013. De första årens konserter blev relativt obemärkta men 1998 gjorde succé, och evenemanget har sedan dess varit en välbesökt årlig sommarturné genom Sverige. 2008 firades med en stor jubileumsturné med start i Boden på nationaldagen.

## Historik
2003 slog turnén svenskt publikrekord för show med 43 000 personer på Ullevi lördagen den 9 augusti
Sommaren 2006 turnerade inte Rhapsody in Rock, utan gjorde flera föreställningar i Dalhalla. Ett antal komiker, bland annat Johan Rheborg, Johan Glans och Maria Möller, deltog.
2007 genomfördes åter en turné genom landet, med bland andra Gunilla Backman som gästartist.